# Postkoordinovaný selekční jazyk
Postkoordinované selekční jazyky vytvářejí pojmy relevantní obsahu dokumentu na základě indexace daného dokumentu. Nejsou žádné pevné kategorie, do kterých musíme dokument umístit. To znamená, že jednotlivé termíny můžeme libovolně spojovat a vytvářet tak jejich kombinace pro přesnější popis dokumentu. Výhodou tohoto uspořádání je snadná vyhledatelnost dokumentu uživatelem, aktuálnost slovníku, který nezastarává, jak se to může stát u prekoordinovaných jazyků a také bezproblémová indexace dokumentů z nových nebo rychle rozvíjejících se oborů. Nevýhodou pak je samotný proces indexace, který je značně složitý, především kvůli možnosti špatné interpretace textu počítačem a výběr nerelevantních termínů pro popis dokumentu.
Princip postkoordinace je z historického hlediska poměrně nový a k jeho rozšíření došlo až v době nástupu počítačového zpracování informací.
Jako příklad můžeme uvést klíčová slova jako příklad postkoordinovaného předmětového selekčního jazyka a Ranganathanovo dvojtečkové třídění jako příklad postkoordinovaného systematického selekčního jazyka.
.

## Postkoordinované systematické selekční jazyky

### Ranganathanovo dvojtečkové třídění
Toto třídění můžeme nalézt i pod pojmem fasetová klasifikace či dvojtečkové třídění. Dvojtečkové třídění vzniklo v roce 1933, kdy ho vymyslel S. R. Ranganathan, což byl významný indický knihovník, který mimo jiné vytvořil pět zákonů knihovní vědy. Dosud se toto třídění používá v knihovnách v Indii.
Fasetová klasifikace se liší od běžně používaných prekoordinovaných pořádacích systémů možností začlenit dokument do libovolného množství kategorií, oproti striktnímu zařazení do jedné kategorie. Vzniká tím uživatelsky přívětivý vyhledávací systém, který umožňuje snadnější nalezení dokumentu. Nevýhodou ovšem je složitější a náročnější zpracování. V době lístkových katalogů taky značná rozsáhlost těchto katalogů.
Dvojtečkové třídění používá alfanumerickou notaci, kde jsou jednotlivé kategorie spojeny dvojtečkami, odtud tedy název dvojtečkové třídění.
Jako příklad můžeme uvést dokument pojednávající o výzkumu léčby plicní tuberkulózy prostřednictvím rentgenu prováděný v Indii v roku 1950. Jeho notace bude následující:
L , 45 ; 421 : 6 ; 253 : f . 44 ' N5
což znamená:
Lékařství (základní třída) , Plíce ; Tuberkulóza : Léčba ; Rentgen : Výzkum . Indie ' 1950.

## Postkoordinované předmětové selekční jazyky

### Klíčová slova
Klíčová slova jsou v současné době hojně užívanou metodou popisu dokumentu. Mohou vznikat z různých částí dokumentu – z názvu, obsahu, abstraktu a podobně. Další variantou je použití autorských klíčových slov, tedy klíčových slov navržených přímo autorem. Klíčová slova jsou velmi podobná předmětovým heslům s tím rozdílem, že neexistuje řízený slovník, ze kterého klíčová slova vybíráme. V současné době je snaha zapojit do procesu popisu dokumentu uživatele dokumentu, proto v některých katalozích může uživatel jednotlivé knihy tagovat, neboli jim přidělovat klíčová slova dle svého uvážení. To kromě výhody používání aktuální terminologie přináší i problémy s odstraňováním nerelevantních tagů.
Klíčová slova mají výhodu, že stejně jako uživatelův dotaz tvoří množinu postkoordinovaných, syntakticky neuspořádaných slov a slovních spojení. Při vyhledávání v počítačové paměti jsou jednotlivá slova a slovní spojení dotazu porovnávána s těmi slovy a spojeními, jimiž bylo vyjádřeno téma dokumentu, jeho částí nebo jednotlivých v něm obsažených informací. Nevýhodou je, že uživateli pak na jeho dotaz počítač může uživateli nabídnout řadu dokumentů, které jeho dotazu odpovídají jen zčásti. .

### Selekční jazyky deskriptorového typu
Deskriptorové selekční jazyky vznikají od konce 19. století, jejich rozšíření ale přichází až ve druhé polovině 20. století. Základem deskriptorových jazyků je tezaurus neboli slovník, ve kterém můžeme najít deskriptory (preferované termíny) a nedeskriptory (nepreferované termíny). Nedeskriptory slouží pouze pro lepší uživatelskou orientaci, pokud neznají preferovaný termín, a jsou pomocí něj odkázáni na deskriptor. Deskriptory jsou v tezauru řazeny hierarchicky.
Tvorba tezaurů je velmi náročná, především co se týče výběru správných termínů pro deskriptory a podchycení všech ekvivalentních termínů, podle kterých mohou uživatelé vyhledávat. Naopak přidávání nových termínů do tezaurů stejně jako vyhledávání v tezaurech je snadnější než u předmětových hesel. .